# 石评梅故居
石评梅故居，位于山西省阳泉市平定县城内姑姑寺巷，是中华人民共和国山西省文物保护单位之一。
2004年6月10日，授予山西省文物保护单位，是一座近代现代重要史迹和代表性建筑，为石评梅生前故居。